# آلکساندر کاسیان
آلکساندر کاسیان (اوکراینی: Олександр Юрійович Кас'ян؛ زادهٔ ۲۷ ژانویهٔ ۱۹۸۹) بازیکن فوتبال در پست مهاجم ارمنی‌تبار اهل اوکراین است.

## باشگاهی
از باشگاه‌هایی که در آن بازی کرده‌است می‌توان به باشگاه فوتبال کارپاتی لووف، باشگاه فوتبال شاختار دونتسک، و باشگاه فوتبال زوریا لوهانسک اشاره کرد.

## تیم ملی
وی همچنین در تیم‌های ملی فوتبال زیر 17 سال اوکراین و زیر 21 سال اوکراین بازی کرده‌است.

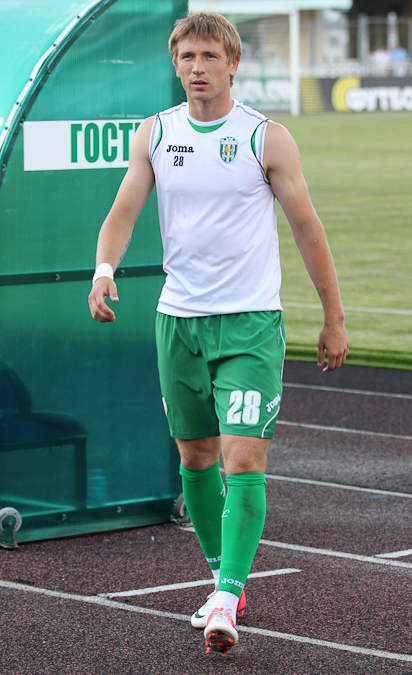